# Pangasius
Pangasius Valenciennes è un genere di pesci appartenenti alla famiglia Pangasiidae nativi del sud e sud-est asiatico.

## Tassonomia

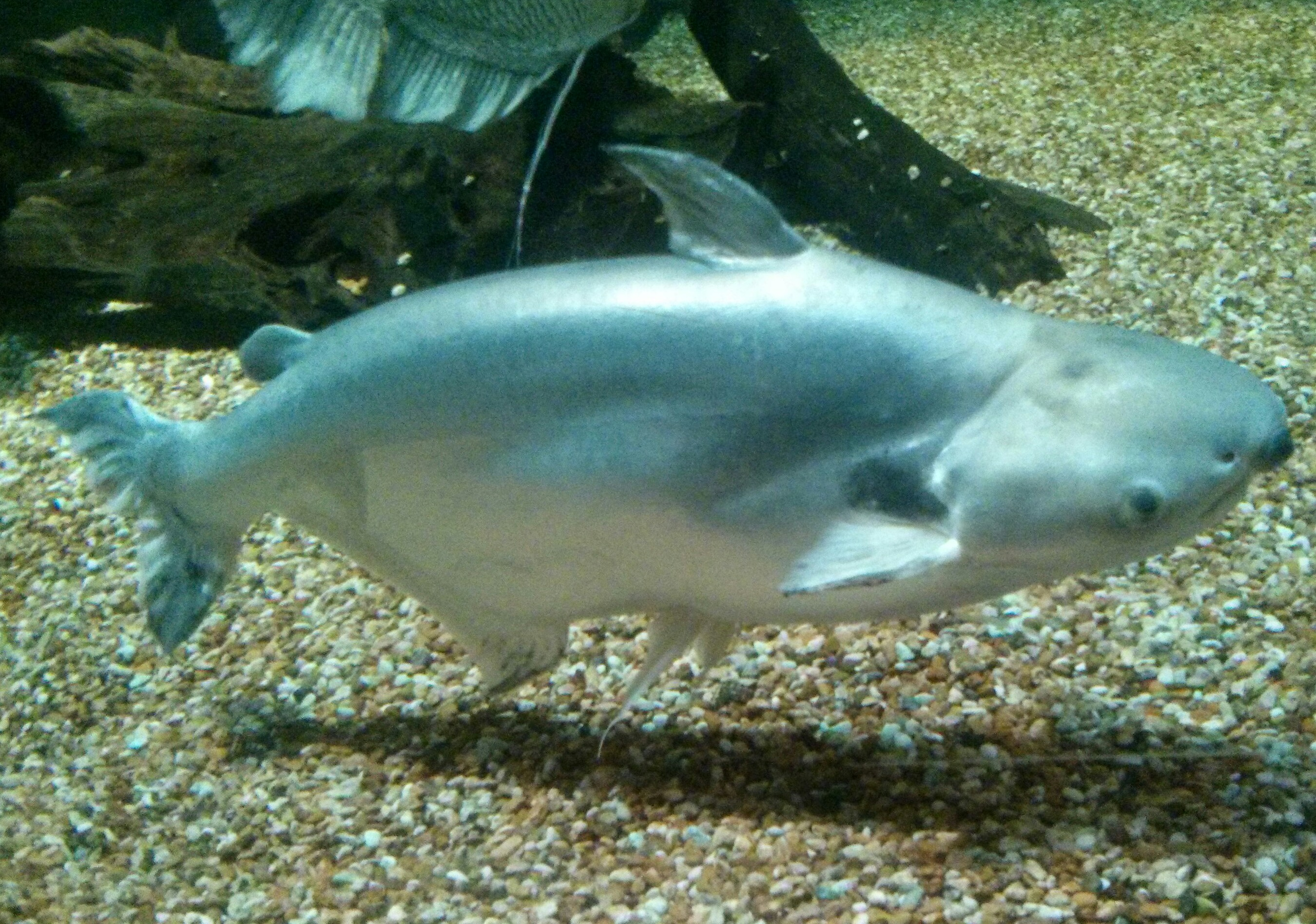
Pangasius larnaudii

Il genere comprende le seguenti specie:
- Pangasius bocourti Sauvage, 1880
- Pangasius conchophilus Roberts & Vidthayanon, 1991
- Pangasius djambal Bleeker, 1846
- Pangasius elongatus Pouyaud, Gustiano & Teugels, 2002
- Pangasius humeralis Roberts, 1989
- Pangasius kinabatanganensis Roberts & Vidthayanon, 1991
- Pangasius krempfi Fang & Chaux, 1949
- Pangasius kunyit Pouyaud, Teugels & Legendre, 1999
- Pangasius larnaudii Bocourt, 1866
- Pangasius lithostoma Roberts, 1989
- Pangasius macronema Bleeker, 1851
- Pangasius mahakamensis Pouyaud, Gustiano & Teugels, 2002
- Pangasius mekongensis Gustiano, Teugels & Pouyaud, 2003
- Pangasius myanmar Roberts & Vidthayanon, 1991
- Pangasius nasutus Bleeker, 1863
- Pangasius nieuwenhuisii Popta, 1904
- Pangasius pangasius Hamilton, 1822
- Pangasius polyuranodon Bleeker, 1852
- Pangasius rheophilus Pouyaud & Teugels, 2000
- Pangasius sabahensis Gustiano, Teugels & Pouyaud, 2003
- Pangasius sanitwongsei Smith, 1931
- Pangasius silasi Dwivedi et al., 2017